# راضي العبد الله الخصاونة
ولد راضي العبد الله الخصاونة عام 1918م في إيدون (إربد) درس مع وصفي التل وخليل السالم في مدرسة ايدون الثانوية ومدرسة فلسطين وذهب الجامع الاموي لدراسة الشريعة الإسلامية......مناصبه...عاد بعدها إلى الأردن ليلتحق بسلاح الفرسان ومن ثم الكلية العسكرية في عام 1939 التحق بالجيش العربي وتدرج بالرتب حتى رتبة عقيد عام 1958 واحيل للتقاعد عام 1960 ثم اعيد للخدمة عام 1962 برتبة زعيم ورفع إلى رتبة اللواء عام 1965 وشغل عدة مناصب منها ملحقا عسكري في جمهورية مصر عام 1954 وفي عام 1956 أصبح قائد الحرس الوطني وملحق في لبنان ومن ثم استلم منصب كير مرافقين الحسين رحمه الله وظابط تحقيق القصور وفي عام 1957 أصبح أول مدير مخابرات وبعدها ليصبح ملحقا عسكري وجوي في واشنطن ومن ثم في ألمانيا وفرنسا وفي عام 1966 تولى منصب مدير الأمن العام حيث قام بتحديث الجهاز وانشاء وحدة طيران وشرطة النجدة وانشاء دائرة الترخيص وكلية عسكرية ونادي الضباط بالاظافة إلى 40 مركز امن وفي عام 1967 أصبح وزير الداخلية وفي عام 1970 شارك في مؤتمر القمة مندوبا عن الحسين وعضو في مجلس الاعيان.وفاته توفي 29 تموز عام 1986.